# Herzogtum Lucca
Das Herzogtum Lucca war ein Kleinstaat in Mittelitalien, der von 1805 bis 1815 und nochmals nach dem Wiener Kongress bis 1847 bestand. Das Territorium ging aus der Lucchesischen Republik hervor. Später wurde es vom Großherzogtum Toskana annektiert, welches nach dem Ausbleiben eines Thronfolgers seinerseits Ansprüche auf den Thron geltend machte.
Nachdem Frankreich unter Napoleon Bonaparte 1804 zum Kaiserreich umgestaltet worden war, führte dies zu tiefgreifenden Veränderungen in den französischen Tochterrepubliken Italiens. Nach der Ausrufung des Königreichs Italien (gebildet aus der Italienischen, ehemals Cisalpinischen Republik) und der Krönung Napoleons in Mailand im Mai 1805 wurde klar, dass die von Napoleons Macht abhängige Lucchesische Republik ihre bisherige Staatsform den neuen monarchischen Gegebenheiten anpassen musste. Nach Abhaltung eines gesteuerten Plebiszits wurde der korsische Adelige Pasquale Baciocchi, verheiratet mit Elisa Bonaparte, einer Schwester Napoleons, zum Fürsten Felix I. von Lucca und Piombino erhoben. Die neue monarchische Verfassung des Fürstentums Lucca trat am 27. Juni 1805 in Kraft.
Der erste Fürst ab 1815 war Karl Ludwig von Bourbon (Carlo Ludovico di Borbone), welcher Lucca als Ausgleich für den Verlust des Herzogtums Parma zugesprochen bekam. Nach dessen Thronverzicht 1847 fiel das Fürstentum Lucca an das Großherzogtum Toskana.

Lucca führte eine horizontale, rot-gelbe Flagge und zeitweise auch das Karlswappen.

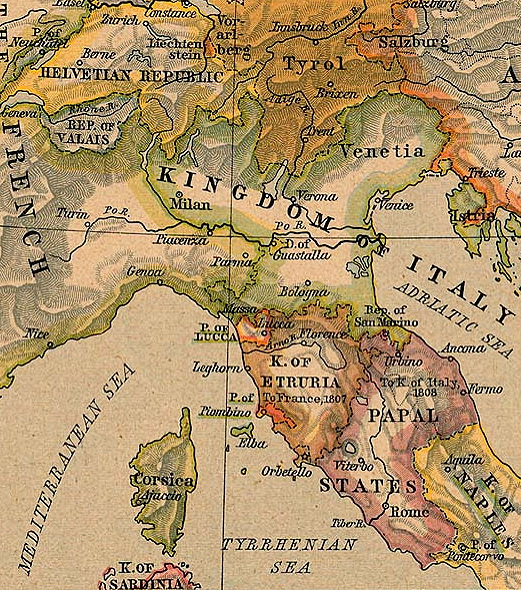
Nord- und Mittelitalien im Jahr 1806